# Херман Арредондо
Херман Арредондо (ісп. German Arredondo, нар. 27 травня 1968, Акамбаро) — колишній мексиканський футбольний арбітр.

## Кар'єра
Обслуговував матчі вищого дивізіону Мексики з 1996 року, яких загалом за кар'єру обслужив 187, а з 2001 по 2009 рік був арбітром ФІФА. В цей час працював на міжнародних турнірах:
- Золотий кубок КОНКАКАФ 2007 (1 матч)
- Кубок чемпіонів КОНКАКАФ 2007 (фінал)
- Молодіжний чемпіонат світу з футболу до 20 років 2007 (3 гри)